# روبرت كوربيت
روبرت كوربيت هو سياسي كندي، ولد في 14 ديسمبر 1938 في سانت جون في كندا. حزبياً، نشط في الحزب الكندي التقدمي المحافظ. وقد انتخب عضو الجمعية التشريعية لنيو برونزويك ‏ وانتخب عضو مجلس العموم الكندي.